# Heteresthes subrubra
Heteresthes subrubra là một loài bướm đêm trong họ Geometridae.